# داني بوا
داني بوا هو لاعب هوكي الجليد كندي، ولد في 1 يونيو 1983 في ثاندر باي في كندا.

## وصلات خارجية
- داني بوا على موقع دوري الهوكي الوطني (الإنجليزية)
- داني بوا على موقع EliteProspects.com (الإنجليزية)
- داني بوا على موقع HockeyDB.com (الإنجليزية)
- داني بوا على موقع Hockey-Reference.com (الإنجليزية)